# (19704) Medlock
(19704) Medlock est un astéroïde de la ceinture principale.

## Description
(19704) Medlock est un astéroïde de la ceinture principale. Il fut découvert le 7 octobre 1999 à Hudson par Steve Brady. Il présente une orbite caractérisée par un demi-grand axe de 3,23 UA, une excentricité de 0,10 et une inclinaison de 2,8° par rapport à l'écliptique.

## Compléments